# باغستان (سپیدان)
باغستان (سپیدان)، روستایی از توابع بخش مرکزی شهرستان سپیدان در استان فارس ایران است.
این منطقه از چندین آبادی تشکیل شده که بیشتر جمعیت آن به شهر مرکزی مهاجرت کردن و از تیره محمد صالح می باشند 
اراضی این منطقه در زمان قاجار توسط کدخدای محمدصالحی ها (شاه برات محمدصالحی )خریداری شد

## جمعیت
این روستا در دهستان خفری قرار دارد و براساس سرشماری مرکز آمار ایران در سال ۱۳۸۵، جمعیت آن ۷۷ نفر (۱۶خانوار) بوده‌است.